# Johann Ebser
Johann Ebser († 1438) war 1429–1438 Bischof von Chiemsee.

## Leben
Johann entstammte den Herren von Ebbs. Für das Jahr 1407 ist er als Domherr von Salzburg belegt, wo er seit 1409 das Amt des Spitalmeisters bekleidete. Während der Abwesenheit des Salzburger Generalvikars und Offizials, des späteren Erzbischofs Eberhard IV. von Starhemberg, der am Konzil von Konstanz teilnahm, wirkte Johann Ebser als dessen Vertreter. 1427 wurde ihm die Salzburger Stadtpfarrei übertragen. Nach dem Tod des Erzbischofs Eberhard von Starhemberg wurde Johann Ebser gemeinsam mit dem Domherrn Sigismund von Volkersdorf zum Gehilfen des Ökonomen Kraft von Haslau bestellt. Im selben Jahr weihte er die erste Kirche von Frasdorf.
Nach dem Tod des Chiemseer Bischofs Friedrich Deys wurde Johann Ebser 1429 vom Salzburger Erzbischof Johann II. von Reisberg zu dessen Nachfolger ernannt. Da er zugleich Weihbischof in Salzburg war, sind für die Jahre 1431–1437 mehrere weihbischöfliche Tätigkeiten im Erzbistum Salzburg belegt. 1434 nahm er am Reichstag in Nürnberg teil, 1434 am Reichstag in Ulm. Im selben Jahr hielt er sich vermutlich kurzfristig auch auf dem Konzil von Basel auf. Am 20. September 1433 weihte er die neue Wallfahrtskirche St. Leonhard von Tamsweg im Lungau. Seit 1434 stiftete er mehrere Jahrestage. Reich beschenkt wurde von ihm auch die Bibliothek des Salzburger St.-Peter-Stifts. Dort wurde er nach seinem Tod bestattet.
Fälschlich wurde ihm häufig unterstellt, Autor der Kirchenkritik Onus ecclesiae zu sein, die 1519 anonym erschien, wohl von Berthold Pürstinger.